# Allodia ablata
Allodia ablata är en tvåvingeart som beskrevs av Zaitzev 1983. Allodia ablata ingår i släktet Allodia och familjen svampmyggor. Inga underarter finns listade i Catalogue of Life.